# Semiothisa pernicata
Semiothisa pernicata är en fjärilsart som beskrevs av Achille Guenée 1858. Semiothisa pernicata ingår i släktet Semiothisa och familjen mätare. Inga underarter finns listade i Catalogue of Life.